# جون ماركس
جون ماركس (بالإنجليزية: John Marks)‏ هو محامي وسياسي أمريكي، ولد في 25 يوليو 1947. حزبياً، نشط في الحزب الديمقراطي.